# Самсоново (озеро, Карелия)
Самсоново — озеро на территории Паданского сельского поселения Медвежьегорского района Республики Карелии.

## Общие сведения
Площадь озера — 1,2 км². Располагается на высоте 138,5 метров над уровнем моря.
Форма озера подковообразная, продолговатая: вытянуто с запада на восток. Берега преимущественно возвышенные.
Через озеро протекает безымянный водоток, текущий из Витчеозера и втекающий с левого берега в реку Волому, впадающую в Сегозеро.
В озере расположены два небольших безымянных острова.
К южному берегу озера подходит лесная дорога, ответвляющаяся в деревне Венгигоре от дороги местного значения 86К-165 («Чёбино — Паданы — Шалговаара — Маслозеро»).
Код объекта в государственном водном реестре — 02020001111102000007758.